# Farol (Paraná)
Farol est une municipalité brésilienne située dans l'État du Paraná.

## Personnalités
- Naiara Azevedo (1989-), chanteuse, compositrice et instrumentiste, est née à Farol.